# Hrabstwo Warren (Iowa)
Hrabstwo Warren – hrabstwo w Stanach Zjednoczonych w stanie Iowa.

## Miasta
| - Ackworth - Bevington - Carlisle - Cumming | - Des Moines - Hartford - Indianola - Lacona | - Martensdale - Milo - New Virginia - Norwalk | - Sandyville - Spring Hill - St. Marys - West Des Moines |

## Sąsiednie hrabstwa
- Hrabstwo Polk
- Hrabstwo Marion
- Hrabstwo Lucas
- Hrabstwo Clarke
- Hrabstwo Madison